# Леус, Элла Владимировна
Элла Владимировна Леус (укр. Леус Елла Володимирівна; род. 3 октября 1964, Одесса) — украинский прозаик и драматург, беллетрист.

## Биография
Родилась в семье китобоя.
Десять лет проработала акушеркой в родильном доме. Окончила Одесский национальный политехнический университет.
Экономист — аналитик, специалист по бизнес-рискам. Учредитель и директор консалтингового предприятия .
19 февраля 2016 года награждена всеукраинской Премией имени Пантелеймона Кулиша за роман «Палач».В том же, 2016, году её дилогия «Антипадение» удостоена Премии имени Николая Васильевича Гоголя «Триумф» .
Элла Леус председатель общественной организации «Одесский Литературный Центр», член Национального союза писателей Украины. Является одним из инициаторов воссоздания в Одессе культуры салонов. Литературный салон «Среда» впервые открыл свои двери 29 февраля 2012 г..
С 2014 года является главным редактором сетевого литературного альманаха «Палисадник».
Является секретарём жюри Премии НСПУ им. Максимилиана Кириенко — Волошина.

## Личная жизнь
С 1985 года замужем за Алексеем Леусом, есть сын Алексей.

## Отзывы критиков
Роман «Палач» был опубликован на русском и украинском языке, получил положительные отклики в прессе   .

## Произведения

### Романы
- С юга на юг
- Палач
- Антипадение
- Сферы

### Повести
- На тридцатом меридиане
- Високосный дневник
- Рыбное меню
- Аленький цветочек или С новым лифтом

### Пьесы
- Собачий тупик
- С новым лифтом

### Рассказы
- Бонсай
- Штаны на голову
- Глиняные крылья
- Фейерверк для Достоевского или Сотворение человеков
- Обратный отсчет
- Сто сорок справок
- Время встречи переносится
- Каблуки преткновения
- Флейта, Жужа и Денёк
- Замок с придурью
- Замороченный консильери
- Все дороги ведут в…